# Thug Motivation 103: Hustlerz Ambition
Thug Motivation 103: Hustlerz Ambition – czwarty album studyjny amerykańskiego rapera Younga Jeezy’ego. Album ukazał się 20 grudnia 2011 roku nakładem wytwórni Def Jam Records i Corporate Thugz. Został wydany z ponad dwuletnim opóźnieniem. Hustlerz Ambition był trzecią, a zarazem ostatnią płytą z serii Thug Motivation po Let’s Get It: Thug Motivation 101 z 2005 i The Inspiration: Thug Motivation 102 z 2006.

## Lista utworów
Źródło.
1. „Waiting” (prod. Lil’ Lody) – 3:30
2. „What I Do (Just Like That)” (prod. Drumma Boy) – 4:17
3. „OJ” (featuring Fabolous and Jadakiss) (prod. Lil’ Lody) – 4:04
4. „Nothing” (prod. Lil’ Lody) – 4:03
5. „Way Too Gone” (featuring Future) (prod. Mike Will, Marz) – 4:48
6. „SupaFreak” (featuring 2 Chainz) (prod. D. Rich) – 4:26
7. „All We Do (Smoke & Fuck)” (prod. Midnight Black) – 5:04
8. „Leave You Alone” (featuring Ne-Yo) (prod. Warren G) – 5:29
9. „Everythang” (prod. Lil’ Lody) – 3:38
10. „Trapped” (featuring Jill Scott) (prod. J.U.S.T.I.C.E. League) – 3:58
11. „F.A.M.E.” (featuring T.I.) (prod. J.U.S.T.I.C.E. League) – 4:08
12. „I Do” (featuring Jay-Z and Andre 3000) (prod. M16) – 5:12
13. „Higher Learning” (featuring Snoop Dogg, Devin the Dude and Mitchelle'l) (prod. Mike „Emaydee” Dupree, Lil’ C) – 3:44
14. „This One's for You”  (featuring Trick Daddy) (prod. Lil’ Lody) – 5:26

### Deluxe
1. „.38” (featuring Freddie Gibbs) (prod. Lil’ Lody) – 5:05
2. „Ballin'” (featuring Lil Wayne) (prod. Lil’ Lody) – 4:44
3. „Lose My Mind” (featuring Plies) (prod. Drumma Boy) – 4:02
4. „Never Be the Same” (prod. Lil’ Lody) – 4:01

### Sample
Źródło.
- „OJ - „Shura No Hana” - Meiko Kaji
- „SupaFreak” - „Superfreak” - Rick James
- „Leave You Alone” - „Garden of Peace” - Lonnie Liston Smith
- „F.A.M.E.” -
  - „Air for Life” - Above & Beyond
  - „You and Love are the Same” - The Grass Roots
- „I Do” - „Let's Talk It Over” - Lenny Williams